# Giro d'Italia 2007
Den 90. udgave af cykelløbet Giro d'Italia blev arrangeret i tidsrummet 12. maj – 3. juni 2007. Løbet var i alt 3442 kilometer, og gik også igennem Frankrig og Østrig.
For 11. år i træk blev det en italiensk sejer; Danilo Di Luca vandt sammenlagt foran Andy Schleck. Alessandro Petacchi fik fem etapesejre, Danilo Di Luca og Stefano Garzelli to hver.
22 hold stod ved start; alle ProTour-holdene med undtagelse af Unibet.com. Brian Vandborg (Discovery Channel), Michael Rasmussen (Rabobank), Matti Breschel (CSC) og Michael Blaudzun (CSC), var Danmarks repræsentanter i løbet.

## Etaperne
| 1        | 12. maj | Caprera – La Maddalena                      | 24 (TTT) | Liquigas            | Enrico Gasparotto |
| 2        | 13. maj | Tempio Pausania – Bosa                      | 203      | Robbie McEwen       | Danilo Di Luca    |
| 3        | 14. maj | Barumini – Cagliari                         | 195      | Alessandro Petacchi | Enrico Gasparotto |
| Hviledag |         |                                             |          |                     |                   |
| 4        | 16. maj | Salerno – Montevergine di Mercogliano       | 158      | Danilo Di Luca      | Danilo Di Luca    |
| 5        | 17. maj | Teano – Frascati                            | 172      | Robert Förster      | Danilo Di Luca    |
| 6        | 18. maj | Tivoli – Spoleto                            | 181      | Luis Felipe Laverde | Marco Pinotti     |
| 7        | 19. maj | Spoleto – Scarperia                         | 239      | Alessandro Petacchi | Marco Pinotti     |
| 8        | 20. maj | Barberino del Mugello – Fiorano             | 194      | Kurt Asle Arvesen   | Marco Pinotti     |
| 9        | 21. maj | Reggio nell'Emilia – Lido di Camaiore       | 182      | Danilo Napolitano   | Marco Pinotti     |
| 10       | 22. maj | Lido di Camaiore – Santuario Nostra Signora | 230      | Leonardo Piepoli    | Andrea Noè        |
| 11       | 23. maj | Serravalle Scrivia – Pinerolo               | 192      | Alessandro Petacchi | Andrea Noè        |
| 12       | 24. maj | Scalenghe – Briançon                        | 163      | Danilo Di Luca      | Danilo Di Luca    |
| 13       | 25. maj | Biella – Santuario di Oropa                 | 13 (ITT) | Marzio Bruseghin    | Danilo Di Luca    |
| 14       | 26. maj | Cantù – Bergamo                             | 181      | Stefano Garzelli    | Danilo Di Luca    |
| 15       | 27. maj | Trento – Tre Cime di Lavaredo               | 190      | Riccardo Riccò      | Danilo Di Luca    |
| Hviledag |         |                                             |          |                     |                   |
| 16       | 29. maj | Agordo – Linz                               | 196      | Stefano Garzelli    | Danilo Di Luca    |
| 17       | 30. maj | Linz – Monte Zoncolan                       | 146      | Gilberto Simoni     | Danilo Di Luca    |
| 18       | 31. maj | Udine – Riese Pio X                         | 182      | Alessandro Petacchi | Danilo Di Luca    |
| 19       | 1. juni | Treviso – Comano Terme                      | 178      | Iban Mayo           | Danilo Di Luca    |
| 20       | 2. juni | Bardolino – Verona                          | 42 (ITT) | Paolo Savoldelli    | Danilo Di Luca    |
| 21       | 3. juni | Vestone – Milano                            | 181      | Alessandro Petacchi | Danilo Di Luca    |

## Trøjerne dag for dag
| Etape (Vinder)                  | Rosa trøjen       | Bjergtrøjen         | Pointtrøjen         | Ungdomstrøjen     | Holdkonkurrencen          | Super-Holdkonkurrencen    |
| ------------------------------- | ----------------- | ------------------- | ------------------- | ----------------- | ------------------------- | ------------------------- |
| Etape 1 TTT (Liquigas)          | Enrico Gasparotto | (ingen)             | (ingen)             | Enrico Gasparotto | Liquigas                  | Liquigas                  |
| Etape 2 (Robbie McEwen)         | Danilo Di Luca    | Pavel Brutt         | Robbie McEwen       | Enrico Gasparotto | Liquigas                  | Astana                    |
| Etape 3 (Alessandro Petacchi)   | Enrico Gasparotto | Pavel Brutt         | Alessandro Petacchi | Enrico Gasparotto | Liquigas                  | Caisse d'Epargne          |
| Etape 4 (Danilo Di Luca)        | Danilo Di Luca    | Danilo Di Luca      | Robbie McEwen       | Vincenzo Nibali   | Liquigas                  | Liquigas                  |
| Etape 5 (Robert Förster)        | Danilo Di Luca    | Danilo Di Luca      | Alessandro Petacchi | Vincenzo Nibali   | Liquigas                  | Lampre-Fondital           |
| Etape 6 (Luis Felipe Laverde)   | Marco Pinotti     | Luis Felipe Laverde | Alessandro Petacchi | Hubert Schwab     | Ceramica Panaria-Navigare | Ceramica Panaria-Navigare |
| Etape 7 (Alessandro Petacchi)   | Marco Pinotti     | Luis Felipe Laverde | Alessandro Petacchi | Hubert Schwab     | Ceramica Panaria-Navigare | Ceramica Panaria-Navigare |
| Etape 8 (Kurt-Asle Arvesen)     | Marco Pinotti     | Luis Felipe Laverde | Alessandro Petacchi | Alexandr Arekeev  | Lampre-Fondital           | Ceramica Panaria-Navigare |
| Etape 9 (Danilo Napolitano)     | Marco Pinotti     | Luis Felipe Laverde | Alessandro Petacchi | Alexandr Arekeev  | Lampre-Fondital           | Ceramica Panaria-Navigare |
| Etape 10 (Leonardo Piepoli)     | Andrea Noè        | Danilo Di Luca      | Alessandro Petacchi | Andy Schleck      | Lampre-Fondital           | Lampre-Fondital           |
| Etape 11 (Alessandro Petacchi)  | Andrea Noè        | Danilo Di Luca      | Alessandro Petacchi | Andy Schleck      | Lampre-Fondital           | Lampre-Fondital           |
| Etape 12 (Danilo Di Luca)       | Danilo Di Luca    | Danilo Di Luca      | Alessandro Petacchi | Andy Schleck      | Lampre-Fondital           | Lampre-Fondital           |
| Etape 13 ITT (Marzio Bruseghin) | Danilo Di Luca    | Danilo Di Luca      | Alessandro Petacchi | Andy Schleck      | Lampre-Fondital           | Lampre-Fondital           |
| Etape 14 (Stefano Garzelli)     | Danilo Di Luca    | Danilo Di Luca      | Alessandro Petacchi | Andy Schleck      | Lampre-Fondital           | Lampre-Fondital           |
| Etape 15 (Riccardo Riccò)       | Danilo Di Luca    | Leonardo Piepoli    | Alessandro Petacchi | Andy Schleck      | Saunier Duval-Prodir      | Lampre-Fondital           |
| Etape 16 (Stefano Garzelli)     | Danilo Di Luca    | Leonardo Piepoli    | Alessandro Petacchi | Andy Schleck      | Ceramica Panaria-Navigare | Lampre-Fondital           |
| Etape 17 (Gilberto Simoni)      | Danilo Di Luca    | Leonardo Piepoli    | Alessandro Petacchi | Andy Schleck      | Saunier Duval-Prodir      | Lampre-Fondital           |
| Etape 18 (Alessandro Petacchi)  | Danilo Di Luca    | Leonardo Piepoli    | Alessandro Petacchi | Andy Schleck      | Saunier Duval-Prodir      | Lampre-Fondital           |
| Etape 19 (Iban Mayo)            | Danilo Di Luca    | Leonardo Piepoli    | Alessandro Petacchi | Andy Schleck      | Saunier Duval-Prodir      | Lampre-Fondital           |
| Etape 20 ITT (Paolo Savoldelli) | Danilo Di Luca    | Leonardo Piepoli    | Alessandro Petacchi | Andy Schleck      | Saunier Duval-Prodir      | Lampre-Fondital           |
| Etape 21 (Alessandro Petacchi)  | Danilo Di Luca    | Leonardo Piepoli    | Alessandro Petacchi | Andy Schleck      | Saunier Duval-Prodir      | Lampre-Fondital           |
| Vinder                          | Danilo Di Luca    | Leonardo Piepoli    | Alessandro Petacchi | Andy Schleck      | Saunier Duval-Prodir      | Lampre-Fondital           |

## Sammenlagt
|    | Rytter            | Hold             | Tid      | ProTour-point |
| -- | ----------------- | ---------------- | -------- | ------------- |
| 1  | Danilo Di Luca    | Liquigas         | 92:59.39 | 85            |
| 2  | Andy Schleck      | CSC              | + 1.15   | 65            |
| 3  | Eddy Mazzoleni    | Astana           | + 2.25   | 50            |
| 4  | Gilberto Simoni   | Saunier Duval    | + 3.15   | 45            |
| 5  | Damiano Cunego    | Lampre           | + 3.49   | 40            |
| 6  | Riccardo Riccò    | Saunier Duval    | + 7.00   | 35            |
| 7  | Evgeni Petrov     | Tinkoff          | + 8.34   | -             |
| 8  | Marzio Bruseghin  | Lampre           | + 10.14  | 26            |
| 9  | Franco Pellizotti | Liquigas         | + 10.44  | 22            |
| 10 | David Arroyo      | Caisse d'Epargne | + 11.58  | 19            |

## Pointkonkurrencen
|   | Rytter              | Hold       | Point |
| - | ------------------- | ---------- | ----- |
| 1 | Alessandro Petacchi | Milram     | 185   |
| 2 | Danilo Di Luca      | Liquigas   | 130   |
| 3 | Paolo Bettini       | Quick Step | 120   |

## Bjergkonkurrencen
|   | Rytter            | Hold             | Point |
| - | ----------------- | ---------------- | ----- |
| 1 | Leonardo Piepoli  | Saunier Duval    | 79    |
| 2 | Fortunato Baliani | Ceramica Panaria | 46    |
| 3 | Danilo Di Luca    | Liquigas         | 45    |

## Ungdomskonkurrencen
|   | Rytter             | Hold             | Tid      |
| - | ------------------ | ---------------- | -------- |
| 1 | Andy Schleck       | CSC              | 93:01.34 |
| 2 | Riccardo Riccò     | Saunier Duval    | + 5.05   |
| 3 | Domenico Pozzovivo | Ceramica Panaria | + 22.00  |

## Holdkonkurrencen
Den traditionelle holdkonkurrence, er hvor tiderne til holdenes tre bedste ryttere på hver etape bliver lagt sammen, for at kåre en vinder.
|   | Hold                 | Nation  | Tid       |
| - | -------------------- | ------- | --------- |
| 1 | Saunier Duval-Prodir | Spanien | 278:11.31 |
| 2 | Liquigas             | Italien | + 3.53    |
| 3 | Lampre-Fondital      | Italien | + 6.06    |

## Super-holdkonkurrencen
|   | Hold                      | Nation  | Point |
| - | ------------------------- | ------- | ----- |
| 1 | Lampre-Fondital           | Italien | 408   |
| 2 | Liquigas                  | Italien | 364   |
| 3 | Ceramica Panaria-Navigare | Irland  | 359   |

## Feltet
| # | Navn                | Fødselsdag | Udgået                     |
| - | ------------------- | ---------- | -------------------------- |
| 1 | Paolo Bettini       | 1-4-1974   |                            |
| 2 | Addy Engels         | 16-6-1977  |                            |
| 3 | Mauro Facci         | 11-5-1982  |                            |
| 4 | Leonardo Scarselli  | 19-4-1975  |                            |
| 5 | Hubert Schwab       | 5-4-1982   |                            |
| 6 | Andrea Tonti        | 16-2-1972  | Før 3. etape, brækket næse |
| 7 | Matteo Tosatto      | 14-5-1974  |                            |
| 8 | Jurgen Van De Walle | 9-2-1977   | Under 14. etape            |
| 9 | Giovanni Visconti   | 13-1-1983  |                            |

| #  | Navn             | Fødselsdag | Udgået          |
| -- | ---------------- | ---------- | --------------- |
| 11 | Paolo Savoldelli | 7-5-1973   |                 |
| 12 | Maxim Gourov     | 30-1-1979  |                 |
| 13 | Benoît Joachim   | 14-1-1976  |                 |
| 14 | Assan Bazayev    | 22-2-1981  |                 |
| 15 | Sergei Jakovlev  | 21-4-1976  | Under 15. etape |
| 16 | Eddy Mazzoleni   | 29-7-1973  |                 |
| 17 | Andrej Mizourov  | 16-3-1973  |                 |
| 18 | Steve Morabito   | 30-1-1983  |                 |
| 19 | Dmitriy Muravyev | 2-11-1979  |                 |

| #  | Navn                | Fødselsdag | Udgået          |
| -- | ------------------- | ---------- | --------------- |
| 21 | Gilberto Simoni     | 25-8-1971  |                 |
| 22 | Rubens Bertogliati  | 9-5-1979   | Under 15. etape |
| 23 | Raivis Belohvoščiks | 21-1-1976  |                 |
| 24 | David Cañada        | 11-3-1975  |                 |
| 25 | Ángel Gómez Gómez   | 13-5-1981  |                 |
| 26 | Manuele Mori        | 9-8-1980   | Under 15. etape |
| 27 | Iban Mayo           | 19-8-1977  |                 |
| 28 | Leonardo Piepoli    | 29-9-1971  |                 |
| 29 | Riccardo Riccò      | 1-9-1983   |                 |

| #  | Navn                  | Fødselsdag | Udgået                      |
| -- | --------------------- | ---------- | --------------------------- |
| 31 | Damiano Cunego        | 19-9-1982  |                             |
| 32 | Matteo Bono           | 11-11-1983 |                             |
| 33 | Marzio Bruseghin      | 15-6-1974  |                             |
| 34 | Marco Marzano         | 10-6-1980  |                             |
| 35 | Danilo Napolitano     | 31-1-1981  | Under 12. etape, udmattelse |
| 36 | Gorazd Štangelj       | 27-1-1973  |                             |
| 37 | Sylvester Szmyd       | 2-3-1978   |                             |
| 38 | Paolo Tiralongo       | 5-7-1977   |                             |
| 39 | Patxi Vila Errandonea | 11-10-1975 |                             |

| #  | Navn               | Fødselsdag | Udgået          |
| -- | ------------------ | ---------- | --------------- |
| 41 | Stefano Garzelli   | 16-7-1973  |                 |
| 42 | Dario Andriotto    | 25-10-1972 |                 |
| 43 | Alexandr Arekeev   | 12-10-1982 | Under 14. etape |
| 44 | Gabriele Balducci  | 3-11-1975  | Under 12. etape |
| 45 | Massimo Codol      | 27-2-1973  |                 |
| 46 | Andrei Kunitski    | 2-7-1984   |                 |
| 47 | Simone Masciarelli | 2-1-1980   | Under 12. etape |
| 48 | Giuseppe Palumbo   | 10-9-1975  |                 |
| 49 | Branislav Samoilav | 25-5-1985  |                 |

| #  | Navn              | Fødselsdag | Udgået         |
| -- | ----------------- | ---------- | -------------- |
| 51 | Rinaldo Nocentini | 25-9-1977  |                |
| 52 | Hubert Dupont     | 13-11-1980 |                |
| 53 | Joeri Krivtsov    | 7-2-1979   |                |
| 54 | Julien Loubet     | 11-1-1985  | Under 8. etape |
| 55 | Laurent Mangel    | 22-5-1981  |                |
| 56 | Lloyd Mondory     | 26-4-1982  |                |
| 57 | Carl Naibo        | 17-8-1982  |                |
| 58 | Christophe Riblon | 17-1-1981  |                |
| 59 | Alexandre Usov    | 27-8-1977  |                |

| #  | Navn               | Fødselsdag | Udgået                      |
| -- | ------------------ | ---------- | --------------------------- |
| 61 | Olivier Bonnaire   | 2-3-1983   |                             |
| 62 | Nicolas Crosbie    | 2-4-1980   |                             |
| 63 | Pierre Drancourt   | 10-5-1982  |                             |
| 64 | Yohann Gène        | 25-6-1981  | Under 10. etape, knæsmerter |
| 65 | Arnaud Labbe       | 3-11-1976  | Under 10. etape, udmattelse |
| 66 | Yoann Le Boulanger | 4-11-1975  |                             |
| 67 | Alexandre Pichot   | 6-1-1983   |                             |
| 68 | Franck Renier      | 11-4-1974  |                             |
| 69 | Thomas Voeckler    | 22-6-1979  | Før 8. etape, knæskade      |

| #  | Navn               | Fødselsdag | Udgået                    |
| -- | ------------------ | ---------- | ------------------------- |
| 71 | David Arroyo       | 7-1-1980   |                           |
| 72 | Eric Berthou       | 23-1-1980  |                           |
| 73 | Joan Horrach       | 27-3-1974  | Før 5. etape, såret låret |
| 74 | Pablo Lastras      | 20-1-1976  |                           |
| 75 | Alberto Losada     | 28-2-1982  |                           |
| 76 | Aitor Pérez        | 24-7-1977  |                           |
| 77 | José Joaquín Rojas | 8-6-1985   | Under 10. etape           |
| 78 | Alexei Markov      | 26-5-1979  | Under 10. etape           |
| 79 | Mathieu Perget     | 19-9-1984  |                           |

| #  | Navn                | Fødselsdag | Udgået          |
| -- | ------------------- | ---------- | --------------- |
| 81 | Emanuele Sella      | 9-1-1981   |                 |
| 82 | Luis Felipe Laverde | 6-7-1979   |                 |
| 83 | Julio Pérez Cuapio  | 30-7-1977  |                 |
| 84 | Andrea Pagoto       | 11-7-1985  |                 |
| 85 | Domenico Pozzovivo  | 30-11-1982 |                 |
| 86 | Fortunato Baliani   | 6-7-1974   |                 |
| 87 | Paride Grillo       | 23-3-1982  | Under 10. etape |
| 88 | Luca Mazzanti       | 4-2-1974   |                 |
| 89 | Maximiliano Richeze | 7-3-1983   |                 |

| #  | Navn                  | Fødselsdag | Udgået          |
| -- | --------------------- | ---------- | --------------- |
| 91 | Iván Parra            | 15-10-1975 |                 |
| 92 | Frédéric Bessy        | 9-1-1972   |                 |
| 93 | Mickaël Buffaz        | 21-5-1979  |                 |
| 94 | Hervé Duclos-Lassalle | 24-12-1979 |                 |
| 95 | Bingen Fernández      | 15-12-1972 |                 |
| 96 | Mathieu Heijboer      | 4-2-1982   | Under 14. etape |
| 97 | Amaël Moinard         | 2-2-1982   |                 |
| 98 | Tristan Valentin      | 23-2-1982  |                 |
| 99 | Steve Zampieri        | 4-6-1977   | Under 14. etape |

| #   | Navn               | Fødselsdag | Udgået                      |
| --- | ------------------ | ---------- | --------------------------- |
| 101 | Pietro Caucchioli  | 28-8-1975  |                             |
| 102 | Francesco Bellotti | 6-8-1979   | Under 14. etape             |
| 103 | László Bodrogi     | 11-12-1976 |                             |
| 104 | Julian Dean        | 28-1-1975  |                             |
| 105 | Angelo Furlan      | 22-6-1977  |                             |
| 106 | Patrice Halgand    | 2-3-1974   | Før 6. etape, kravebensbrud |
| 107 | Christophe Kern    | 18-1-1981  |                             |
| 108 | Thor Hushovd       | 18-1-1978  | Under 12. etape             |
| 109 | Nicolas Roche      | 3-7-1984   |                             |

| #   | Navn               | Fødselsdag | Udgået                 |
| --- | ------------------ | ---------- | ---------------------- |
| 111 | Jaroslav Popovytsj | 4-1-1980   | Før 13. etape          |
| 112 | Volodymyr Bileka   | 6-2-1979   |                        |
| 113 | Steven Cummings    | 19-3-1981  |                        |
| 114 | George Hincapie    | 29-6-1973  | Før 12. etape          |
| 115 | Pavel Padrnos      | 17-12-1970 |                        |
| 116 | José Luis Rubiera  | 27-1-1973  |                        |
| 117 | Jurgen Van Goolen  | 28-11-1980 |                        |
| 118 | Brian Vandborg     | 4-12-1981  | Under 14. etape, astma |
| 119 | Matthew White      | 22-8-1974  |                        |

| #   | Navn             | Fødselsdag | Udgået                           |
| --- | ---------------- | ---------- | -------------------------------- |
| 121 | Beñat Albizuri   | 17-5-1981  | Under 8. etppe, smerter          |
| 122 | Koldo Fernández  | 13-9-1981  |                                  |
| 123 | Dioni Galparsoro | 13-8-1978  | Under 12. etape, brud i arm      |
| 124 | Aitor Hernández  | 24-1-1982  | Før 12. etape, kravebensbrud     |
| 125 | Markel Irizar    | 5-2-1980   |                                  |
| 126 | Antton Luengo    | 17-1-1981  |                                  |
| 127 | Aketza Peña      | 4-3-1981   | Før 17. etape, nandrolon positiv |
| 128 | Iván Velasco     | 7-2-1980   |                                  |
| 129 | Joseba Zubeldia  | 19-3-1979  | Under 14. etape                  |

| #   | Navn              | Fødselsdag | Udgået                        |
| --- | ----------------- | ---------- | ----------------------------- |
| 131 | Carlos Da Cruz    | 20-12-1974 | Før 1. etape, skade i foden   |
| 132 | Arnaud Gérard     | 10-6-1984  |                               |
| 133 | Tim Gudsell       | 17-2-1984  | Under 7. etape, skade i låret |
| 134 | Lilian Jégou      | 20-1-1976  |                               |
| 135 | Ian McLeod        | 3-10-1980  | Under 4. etape, kravebensbrud |
| 136 | Cyrille Monnerais | 24-8-1983  | Under 8. etape                |
| 137 | Francis Mourey    | 8-12-1980  |                               |
| 138 | Fabien Patanchon  | 14-6-1983  |                               |
| 139 | Jussi Veikkanen   | 29-3-1981  |                               |

| #   | Navn            | Fødselsdag | Udgået                         |
| --- | --------------- | ---------- | ------------------------------ |
| 141 | Davide Rebellin | 9-8-1971   | Før 11. etape, udmattelse      |
| 142 | Robert Förster  | 27-1-1978  | Før 12. etape                  |
| 143 | Thomas Fothen   | 6-4-1983   |                                |
| 144 | Oscar Gatto     | 1-1-1985   |                                |
| 145 | Tim Klinger     | 22-9-1984  |                                |
| 146 | Sven Krauss     | 6-1-1983   |                                |
| 147 | Volker Ordowski | 9-11-1973  | Under 2. etape, madforgiftning |
| 148 | Matthias Ruß    | 14-11-1983 |                                |
| 149 | Oliver Zaugg    | 9-5-1981   | Under 14. etape                |

| #   | Navn                   | Fødselsdag | Udgået                 |
| --- | ---------------------- | ---------- | ---------------------- |
| 151 | Danilo Di Luca         | 2-1-1976   |                        |
| 152 | Enrico Gasparotto      | 22-3-1982  |                        |
| 153 | Vladimir Miholjević    | 18-1-1974  |                        |
| 154 | Vincenzo Nibali        | 14-11-1984 |                        |
| 155 | Andrea Noè             | 15-1-1969  |                        |
| 156 | Franco Pellizotti      | 15-1-1978  |                        |
| 157 | Alessandro Spezialetti | 14-1-1975  |                        |
| 158 | Alessandro Vanotti     | 16-9-1980  |                        |
| 159 | Charles Wegelius       | 26-4-1978  | Under 18. etape, feber |

| #   | Navn                  | Fødselsdag | Udgået                            |
| --- | --------------------- | ---------- | --------------------------------- |
| 161 | Robbie McEwen         | 24-6-1972  | Før 12. etape                     |
| 162 | Dario Cioni           | 2-12-1974  |                                   |
| 163 | Josep Jufré           | 5-8-1975   |                                   |
| 164 | Matthew Lloyd         | 24-5-1983  |                                   |
| 165 | Mario Aerts           | 31-12-1974 |                                   |
| 166 | Jurgen Van Den Broeck | 1-2-1983   |                                   |
| 167 | Wim Vanhuffel         | 25-5-1979  | Før 15. etape, skadet efter styrt |
| 168 | Stefano Zanini        | 23-1-1969  |                                   |
| 169 | Nick Gates            | 10-3-1972  |                                   |

| #   | Navn               | Fødselsdag | Udgået                                  |
| --- | ------------------ | ---------- | --------------------------------------- |
| 171 | Michael Rasmussen  | 1-6-1974   |                                         |
| 172 | Mauricio Ardila    | 21-5-1979  |                                         |
| 173 | Graeme Brown       | 8-4-1979   | Under 3. etape                          |
| 174 | Koos Moerenhout    | 5-11-1973  |                                         |
| 175 | Max van Heeswijk   | 2-3-1973   | Under 14. etape, vejrtrækningsproblemer |
| 176 | Dmitriy Kozontchuk | 5-4-1984   |                                         |
| 177 | Léon van Bon       | 28-1-1972  | Under 6. etape                          |
| 178 | William Walker     | 31-10-1985 |                                         |
| 179 | Pedro Horrillo     | 27-9-1974  |                                         |

| #   | Navn              | Fødselsdag | Udgået                      |
| --- | ----------------- | ---------- | --------------------------- |
| 181 | Fabian Cancellara | 18-3-1981  | Under 12. etape             |
| 182 | David Zabriskie   | 12-1-1979  |                             |
| 183 | Andy Schleck      | 10-6-1985  |                             |
| 184 | Juan José Haedo   | 26-1-1981  | Under 10. etape, udmattelse |
| 185 | Alexandr Kolobnev | 4-5-1981   | Under 12. etape             |
| 186 | Michael Blaudzun  | 30-4-1973  | Under 8. etape              |
| 187 | Matti Breschel    | 31-8-1984  |                             |
| 188 | Volodymir Gustov  | 15-2-1977  |                             |
| 189 | Kurt-Asle Arvesen | 9-2-1975   |                             |

| #   | Navn                  | Fødselsdag | Udgået                       |
| --- | --------------------- | ---------- | ---------------------------- |
| 191 | Alessandro Petacchi   | 3-1-1973   |                              |
| 192 | Alessandro Cortinovis | 11-10-1977 |                              |
| 193 | Sergio Ghisalberti    | 10-12-1979 | Under 10. etape, ryg-smerter |
| 194 | Christian Knees       | 5-3-1981   |                              |
| 195 | Brett Lancaster       | 15-11-1979 |                              |
| 196 | Martin Müller         | 5-4-1974   |                              |
| 197 | Alberto Ongarato      | 24-7-1975  | Før 10. etape, knæsmerter    |
| 198 | Fabio Sabatini        | 18-2-1985  | Under 14. etape, bensmerter  |
| 199 | Mirco Lorenzetto      | 13-7-1981  |                              |

| #   | Navn               | Fødselsdag | Udgået        |
| --- | ------------------ | ---------- | ------------- |
| 201 | Salvatore Commesso | 28-3-1975  |               |
| 202 | Ivan Rovny         | 30-9-1987  | Før 14. etape |
| 203 | Elio Aggiano       | 15-3-1972  |               |
| 204 | Jevgeni Petrov     | 25-5-1978  |               |
| 205 | Mikhail Ignatiev   | 7-5-1985   |               |
| 206 | Ricardo Serrano    | 4-8-1978   |               |
| 207 | Nikolai Troussov   | 2-7-1985   |               |
| 208 | Daniele Contrini   | 15-8-1974  |               |
| 209 | Pavel Brutt        | 29-1-1982  |               |

| #   | Navn             | Fødselsdag | Udgået                       |
| --- | ---------------- | ---------- | ---------------------------- |
| 211 | Michael Barry    | 18-12-1975 | Før 2. etape, feber          |
| 212 | Lorenzo Bernucci | 15-9-1979  |                              |
| 213 | Adam Hansen      | 11-5-1981  | Før 3. etape, brækket fingre |
| 214 | Greg Henderson   | 10-9-1976  | Under 10. etape              |
| 215 | Axel Merckx      | 8-8-1972   |                              |
| 216 | Aaron Olsen      | 11-1-1978  |                              |
| 217 | Marco Pinotti    | 25-2-1976  |                              |
| 218 | František Raboň  | 26-9-1983  |                              |
| 219 | Thomas Ziegler   | 24-11-1980 | Før 6. etape                 |